# August 1980
Acest articol este generat integral pe baza informațiilor din articolul 1980 și este actualizat periodic de un robot.
 Editările făcute în articol vor fi șterse la următoarea actualizare! Dacă doriți să faceți modificări, editați articolul-sursă.

ianuarie -
februarie -
martie -
aprilie -
mai -
iunie -
iulie -
august -
septembrie -
octombrie -
noiembrie -
decembrie
August 1980 a fost a opta lună a anului și a început într-o zi de vineri.

## Evenimente
- 14 august: Lech Wałęsa conduce greva muncitorilor de la Șantierele navale din Gdansk, Polonia.

## Nașteri
- 2 august: João Pedro Mingote, fotbalist portughez (portar)
- 2 august: Dumitrița Gliga, politician
- 4 august: João Paulo Pinto Ribeiro, fotbalist portughez
- 5 august: Wayne Michael Bridge, fotbalist englez
- 5 august: Jason Culina, fotbalist australian
- 6 august: Vitantonio Liuzzi, pilot italian de Formula 1
- 6 august: Ovidiu Tonița, rugbist român
- 6 august: Roman Weidenfeller, fotbalist german (portar)
- 6 august: Weldon (Weldon Santos de Andrade), fotbalist brazilian (atacant)
- 7 august: George Blay, fotbalist ghanez
- 7 august: Seiichiro Maki, fotbalist japonez (atacant)
- 7 august: Augustin Viziru, actor român
- 8 august: Victor Sintès, scrimer francez
- 8 august: Shayna Baszler, luptătoare de wrestling și arte marțiale mixte americană
- 10 august: Aaron Staton, actor american
- 10 august: Ion Sula, politician din R. Moldova
- 11 august: Sébastien Squillaci, fotbalist francez
- 13 august: Ciprian Mircea Manea, fotbalist român (portar)
- 16 august: Jared MacEachern, muzician american
- 16 august: Péter Jakab, politician maghiar
- 17 august: Daniel Gonzáles Güiza, fotbalist spaniol (atacant)
- 17 august: Daniel Marius Onofraș, fotbalist român (atacant)
- 18 august: João Artur Rosa Alves, fotbalist portughez
- 18 august: Esteban Cambiasso (Esteban Matías Cambiasso Deleau), fotbalist argentinian
- 18 august: Emir Spahić, fotbalist bosniac
- 19 august: Adrian Lulgjuraj, cântăreț albanez
- 22 august: Cristian Neamțu, fotbalist român (portar), (d. 2002)
- 23 august: Oana-Gianina Bulai, politiciană
- 26 august: Chris Pine, actor american de film
- 26 august: Macaulay Culkin, actor american
- 27 august: Oana-Alexandra Cambera, politiciană
- 28 august: Rachel Khoo, bucătar, scriitor și radiodifuzor britanic
- 28 august: Petra Schmidt-Schaller, actriță germană
- 29 august: Corina Giorgiana Ungureanu, sportivă română (gimnastică artistică) și antrenoare

## Decese
Ioan Arhip, 90 ani, ofițer român (n. 1890)
Isac Peltz, 81 ani, scriitor român de etnie evreiască (n. 1899)
Otto Frank, 91 ani, om de afaceri, tatal ilustrei Anne M. Frank (n. 1889)
Joe Dassin (Joseph Ira Dassin), 41 ani, cântăreț și compozitor francez de origine americană (n. 1938)
Dumitru Roșca, 85 ani, filosof român (n. 1895)
Aurel Toma, 69 ani, boxer american de origine română (n. 1911)
Ehud Avriel, 62 ani, politician israelian (n. 1917)
Gheorghe V. Manoliu, 92 ani, militar român (n. 1888)
Q1171128, scriitor american (n. 1915)